# Масове число
Ма́сове число́ або нукло́нне число́ — властивість атома (атомного ядра, нукліда), яка вказує на загальну кількість нуклонів (тобто сумарну кількість протонів та нейтронів, Z + N), які містяться у ядрі атома. Позначають зазвичай символом A.

## Загальні відомості
Нуклонне число A можна знайти через визначення, A = Z + N, де Z є протонне число, а N — нейтронне число ядра. Для позначення нуклонного числа певного нукліда (атома), його можуть записувати:
- Або у вигляді верхнього індексу перед символом хімічного елемента (наприклад, 3He або 235U).
- Або у вигляді числового значення до задньої частини назви елементу через дефіс (наприклад, гелій-3 або уран-235).

Нукліди з однаковим нуклонним числом називаються ізобарами (наприклад, ізобарами є нукліди 3H та 3He, або 14C та 14N і т. д.).
Нуклонне число близьке до атомної маси нукліда (яка вимірюється в атомних одиницях маси (а.о.м.)), однак повністю збігається з нею тільки для вуглецю-12, оскільки 1 а.о.м. зараз визначено як 1⁄12 маси атома 12C (тобто, значення одночасно і атомної маси, і нуклонного числа для нукліда 
C рівне 12), а в усіх інших випадках атомна маса не є цілим числом, на відміну від нуклонного числа (так, нуклонне число ізотопа хлору 35Cl рівне 35, а його атомна маса становить лише 34,96885 а.о.м.).
Знання нуклонного числа дозволяє приблизно визначити масу ядра (або атома в цілому) по методу, за яким: якщо відомо нуклонне число, то маса М атома (його ядра) оцінюється з такого співвідношення М ≈ А×mN, де mN ≈ 1,67× 10-27 кг — маса нуклона, тобто протона або нейтрона (наприклад, до складу атома алюмінію-27 (його ядра) входить 27 нуклонів (13 протонів і 14 нейтронів), тоді відповідно до формули: 27×1,67× 10-27 кг — його маса дорівнює ≈ 4,5× 10-26 кг). А якщо необхідно отримати масу ядра з більшою точністю, то потрібно врахувати, що нуклони в ядрі пов'язані силами ядерного тяжіння, і тому відповідно до значення E = mc2, маса ядра зменшується, також в масу атома слід рахувати сумарну масу електронів на орбітах навколо його ядра. Проте всі ці поправки не прибільшують уточнення й на 1 %.
На відміну від атомної маси, нуклонне число цілком збігається з баріонним числом ядра, котре має властивість зберігатися у всіх відомих процесах, тому будь-які радіоактивні розпади (ядерні реакції) не призводять до зміни загальної суми нуклонних чисел ядер, продуктів розпаду (наприклад, при альфа-розпаді урану-238: 23892U → 23490Th + 4He, на початку реакції (в лівій частині) нуклонне число ядра, що розпадається рівне 238, а вже на кінець реакції (в правій частині) — два ядра з масовими числами 234 і 4, котрі в сумі і дають 238), що відповідає закону збереження баріонного заряду.
Нуклонне число може змінюватися відносно нукліда, що розпадається, так враховуючи те, що нуклонне число альфа-частинки (ядра гелію-4) дорівнює 4, то альфа-розпад знижує його на 4 одиниці, також його змінюють наприклад нейтронний розпад, протонний розпад, захоплення нейтрона, захоплення протона. А ось при будь-якому типі бета-розпаду (електронний розпад, позитронний розпад, електронне захоплення, всі види подвійного бета-розпаду), з нукліда, що розпадається завжди утворюється ізобар, це означає що нуклонне число при будь-якому бета-розпаді не змінюється, оскільки в цьому процесі відбувається лише перетворення деяких нуклонів ядра з одного виду в інший (протонів на нейтрони або навпаки) (наприклад 146C → 147N + 
e−
 + 
ν
e). Гамма-розпад також не змінює нуклонне число нукліда.